# کولونگ-واوسک
کولونگ-واوسک (به لهستانی:  Kolonie-Ławsk) یک روستا در لهستان است که در گمینا وانسوش (استان پودلاسکی) واقع شده‌است.